# اچ‌ام‌اس کمبرلی (۱۹۱۸)
اچ‌ام‌اس کمبرلی (۱۹۱۸) (به انگلیسی: HMS Camberley (1918)) یک کشتی بود که طول آن ۲۳۱ فوت (۷۰ متر) بود. این کشتی در سال ۱۹۱۸ ساخته شد.